# Livesport Superliga 2025/2026
Livesport Superliga 2025/2026 bude 33. ročníkem nejvyšší mužské florbalové soutěže v Česku. 
Základní část soutěže bude hrát 14 týmů dvakrát každý s každým od 13. září 2025 do 14. března 2026. Play-off bude hrát prvních 10 týmů od 17. března do 25. dubna 2026, kdy se odehraje superfinále. Poslední čtyři týmy budou hrát play-down o sestup.
Obhájcem titulu v této sezóně bude tým Florbal MB.
Nováčky v této sezóně budou týmy FBŠ Hummel Hattrick Brno a Florbal Ústí, výherci 1. ligy a baráže v minulém ročníku. Týmy se do Superligy vrací po třech resp. sedmi letech v nižší soutěži. Pro tuto sezónu se spojil mužský tým FbŠ Bohemians s oddílem Florbal Vary, poraženým z baráže z předešlého ročníku. Vary tak budou v soutěži pokračovat pod názvem HDT.cz Florbal Vary Bohemians.

## Týmy soutěže
- 1. SC TEMPISH Vítkovice Natios (Ostrava)
- ACEMA Sparta Praha
- BA SOKOLI Pardubice
- ESA logistika Tatran Střešovice (Praha)
- FAT PIPE Florbal Chodov (Praha)
- FBC 4CLEAN Česká Lípa
- FBC ČPP Bystroň Group Ostrava
- FBC Liberec
- FBŠ Hummel Hattrick Brno
- Florbal Ústí
- HDT.cz Florbal Vary Bohemians (Karlovy Vary)
- Kanonýři Kladno
- Předvýběr.CZ Florbal MB (Mladá Boleslav)
- TJ Sokol Královské Vinohrady (Praha)